# ディーン・チャンス
ウィルマー・ディーン・チャンス（Wilmer Dean Chance, 1941年6月1日 - 2015年10月11日）は、アメリカ合衆国オハイオ州ウースター出身のプロ野球選手（投手）。

## 経歴
1959年にボルチモア・オリオールズと契約。1960年12月14日に行われたエクスパンションドラフトでワシントン・セネタースから48巡目に指名を受け、同日トレードでロサンゼルス・エンゼルスに移籍。1961年9月11日のミネソタ・ツインズ戦でメジャーデビュー。1962年はリリーフでの起用が多かったが、8月から先発に定着。8月10日のツインズ戦でジム・カートとの延長11回の投手戦を制してメジャー初完封。9月10日の同カードでは8回1死までノーヒットに抑えて1安打完封勝利を挙げるなど14勝10敗・防御率2.96を記録し、ルーキー・オブ・ザ・イヤーの投票で3位に入った。1963年は7月29日のクリーブランド・インディアンス戦で7回2死までノーヒットに抑えて完封勝利。終盤負けが込んで13勝18敗に終わった。
1964年は6月2日のボストン・レッドソックス戦でキャリアハイの15奪三振で完封、6月6日のニューヨーク・ヤンキース戦では勝利こそ付かなかったが14回を3安打無失点に抑える。オールスターゲームに初選出され先発投手を務めた。7月11日から3試合連続完封を含む9連勝を記録するなど後半戦は15勝4敗・防御率1.29・8完封と絶好調で、20勝9敗・防御率1.65・207奪三振、いずれもリーグトップの15完投・11完封・278.1イニングを記録し、最多勝利・最優秀防御率の二冠を獲得。特に同年リーグ優勝のヤンキース戦では5試合に先発して4勝0敗、50イニングを被安打14で1失点、防御率0.18と完璧に抑え込んだ。サイ・ヤング賞を初受賞し、MVPの投票では5位に入った。チーム名がカリフォルニア・エンゼルスとなった1965年は、前半戦は6勝・防御率3.98と今ひとつだったが、後半戦で9勝・防御率2.38と復調し、15勝10敗・防御率3.15の成績。1966年は初の開幕投手を務める。防御率3.08ながら12勝17敗と負け越し、リーグワーストの114四球を記録した。12月2日に3選手との交換トレードで、後日発表の1選手と共にツインズに移籍。
1967年は開幕直後から7連勝を記録するなど前半戦で11勝を挙げ、3年ぶりにオールスターゲームに選出され自身2度目の先発投手を務めた。8月6日のレッドソックス戦では5回コールドゲームのため参考記録ながら完全試合、8月25日のインディアンス戦では1失点ながらノーヒッターを達成。チームはレッドソックスと激しい優勝争いを繰り広げ、シーズン最終戦を前に同率で並ぶ。10月1日の直接対決で先発したが5回5失点で敗戦投手となりリーグ優勝を逃した。20勝14敗・防御率2.73・220奪三振、いずれもリーグトップの283.2イニング・39先発・18完投を記録し、カムバック賞を受賞した。1968年は8月27日のセネタース戦で7回まで失策の走者1人に抑えたが、8回に初安打を許した後本塁打を浴びて敗戦投手となる。16勝・防御率2.53、共にキャリアハイの292.0イニング・234奪三振を記録した。東西2地区制となった1969年は背中を痛めて故障者リスト入りし、5勝に留まる。チームは地区優勝を果たしたが、オリオールズとのリーグチャンピオンシップシリーズでは第3戦のリリーフ登板のみに終わり、3連敗で敗退した。12月10日にルイス・ティアント他1選手との交換トレードで、グレイグ・ネトルズ他2選手と共にインディアンスに移籍。
1970年は初登板で勝利を挙げるが、その後5連敗。以後はリリーフでの登板が多くなり、9月18日にニューヨーク・メッツに移籍。シーズン通算で9勝・防御率4.36に終わる。1971年シーズン開幕直前の3月30日に1選手との交換トレードで、1選手と共にデトロイト・タイガースに移籍。同年は開幕6連敗を喫するなど4勝に留まる。10月6日に解雇され、30歳で現役引退。
引退後はボクシング界に転身し、国際ボクシング協会 (IBA) を設立した。
2015年10月11日死去。74歳没。

## 詳細情報

### 年度別投手成績
| 年 度     | 球 団     | 登 板 | 先 発 | 完 投 | 完 封 | 無 四 球 | 勝 利 | 敗 戦 | セ 丨 ブ | ホ 丨 ル ド | 勝 率 | 打 者 | 投 球 回 | 被 安 打 | 被 本 塁 打 | 与 四 球 | 敬 遠 | 与 死 球 | 奪 三 振 | 暴 投 | ボ 丨 ク | 失 点 | 自 責 点 | 防 御 率 | W H I P |
| --------- | --------- | ----- | ----- | ----- | ----- | -------- | ----- | ----- | -------- | ----------- | ----- | ----- | -------- | -------- | ----------- | -------- | ----- | -------- | -------- | ----- | -------- | ----- | -------- | -------- | ------- |
| 1961      | LAA CAL   | 5     | 4     | 0     | 0     | 0        | 0     | 2     | 0        | --          | .000  | 88    | 18.1     | 33       | 0           | 5        | 1     | 1        | 11       | 1     | 0        | 15    | 14       | 6.87     | 2.07    |
| 1962      | LAA CAL   | 50    | 24    | 6     | 2     | 0        | 14    | 10    | 8        | --          | .583  | 864   | 206.2    | 196      | 14          | 66       | 5     | 5        | 127      | 2     | 0        | 83    | 68       | 2.96     | 1.26    |
| 1963      | LAA CAL   | 45    | 35    | 6     | 2     | 1        | 13    | 18    | 0        | --          | .419  | 1058  | 248.0    | 229      | 10          | 90       | 7     | 10       | 168      | 7     | 1        | 109   | 88       | 3.19     | 1.29    |
| 1964      | LAA CAL   | 46    | 35    | 15    | 11    | 1        | 20    | 9     | 4        | --          | .690  | 1093  | 278.1    | 194      | 7           | 86       | 9     | 2        | 207      | 9     | 0        | 56    | 51       | 1.65     | 1.01    |
| 1965      | LAA CAL   | 36    | 33    | 10    | 4     | 1        | 15    | 10    | 0        | --          | .600  | 950   | 225.2    | 197      | 12          | 101      | 10    | 9        | 164      | 6     | 3        | 86    | 79       | 3.15     | 1.32    |
| 1966      | LAA CAL   | 41    | 37    | 11    | 2     | 1        | 12    | 17    | 1        | --          | .414  | 1067  | 259.2    | 206      | 18          | 114      | 9     | 7        | 180      | 8     | 0        | 113   | 89       | 3.08     | 1.23    |
| 1967      | MIN       | 41    | 39    | 18    | 5     | 3        | 20    | 14    | 1        | --          | .588  | 1161  | 283.2    | 244      | 17          | 68       | 7     | 7        | 220      | 9     | 2        | 109   | 86       | 2.73     | 1.10    |
| 1968      | MIN       | 43    | 39    | 15    | 6     | 8        | 16    | 16    | 1        | --          | .500  | 1161  | 292.0    | 224      | 15          | 63       | 8     | 10       | 234      | 12    | 1        | 96    | 28       | 2.53     | 0.98    |
| 1969      | MIN       | 20    | 15    | 1     | 0     | 0        | 5     | 4     | 0        | --          | .556  | 371   | 88.1     | 76       | 6           | 35       | 3     | 4        | 50       | 4     | 0        | 39    | 29       | 2.95     | 1.26    |
| 1970      | CLE       | 45    | 19    | 1     | 1     | 0        | 9     | 8     | 4        | --          | .519  | 678   | 155.0    | 172      | 18          | 59       | 11    | 6        | 109      | 7     | 1        | 80    | 73       | 4.24     | 1.49    |
| 1970      | NYM       | 3     | 0     | 0     | 0     | 0        | 0     | 1     | 1        | --          | .000  | 10    | 2.0      | 3        | 0           | 2        | 1     | 0        | 0        | 1     | 0        | 3     | 3        | 13.50    | 2.50    |
| '70計     | NYM       | 48    | 19    | 1     | 1     | 0        | 9     | 9     | 5        | --          | .500  | 688   | 157.0    | 175      | 18          | 61       | 12    | 6        | 109      | 8     | 1        | 83    | 76       | 4.36     | 1.50    |
| 1971      | DET       | 31    | 14    | 0     | 0     | 0        | 4     | 6     | 0        | --          | .400  | 405   | 89.2     | 91       | 5           | 50       | 4     | 4        | 64       | 4     | 1        | 43    | 35       | 3.51     | 1.57    |
| MLB：11年 | MLB：11年 | 406   | 294   | 83    | 33    | 15       | 128   | 115   | 23       | --          | .527  | 8906  | 2147.1   | 1864     | 122         | 739      | 75    | 65       | 1534     | 70    | 9        | 832   | 697      | 2.92     | 1.21    |

- 各年度の太字はリーグ最高
- 「-」は記録なし
- LAA（ロサンゼルス・エンゼルス）は、1965年にCAL（カリフォルニア・エンゼルス）に球団名を変更

### タイトル
- 最多勝利 1回：1964年
- 最優秀防御率 1回：1964年

### 表彰・記録
- サイ・ヤング賞 1回：1964年
- カムバック賞 1回：1967年
- MLBオールスターゲーム選出 2回：1964年, 1967年
- ノーヒッター 1回：1967年8月25日